# Capillataspora
Capillataspora — рід грибів. Назва вперше опублікована 1989 року.

## Класифікація
До роду Capillataspora відносять 1 вид:
- Capillataspora corticola